# Byers-Halbinsel
Die Byers-Halbinsel ist eine hauptsächlich unvereiste Halbinsel, die das westliche Ende der Livingston-Insel im Archipel der Südlichen Shetlandinseln darstellt. Sie trennt die Barclay Bay von der Bucht New Plymouth.
Das UK Antarctic Place-Names Committee benannte sie 1958 nach James Byers, einem US-amerikanischen Schiffseigner, der 1820 vergeblich versucht hatte, die US-Regierung zur Annexion der Südlichen Shetlandinseln zu bewegen. Byers’ Robbenfängerflotte operierte dort zwischen 1820 und 1821.